# Tomasz Stefaniszyn
Tomasz Tadeusz Stefaniszyn (ur. 16 marca 1929 w Stryju, zm. 8 września 1986 w Warszawie) – polski piłkarz, bramkarz. Dwukrotny olimpijczyk. Długoletni zawodnik warszawskiej Gwardii.

## Życiorys
Zanim w 1950 trafił do Legii Warszawa, był zawodnikiem Tarnovii i Garbarnii Kraków, w barwach której zdobył dwa gole w Ekstraklasie (oba z rzutów karnych). W Legii występował przez dwa lata, w jej barwach pierwszy raz zagrał w reprezentacji. W 1952 odszedł do Gwardii, jej zawodnikiem był przez 13 lat i w tym klubie zakończył karierę w 1965. W bramce Legii zastąpił go Edward Szymkowiak, z którym przez niemal dekadę rywalizował o miano pierwszego bramkarza reprezentacji.
W kadrze debiutował 18 maja 1952 w meczu z Bułgarią, ostatni raz zagrał w 1960. Brał udział w igrzyskach olimpijskich w Helsinkach i Rzymie (grał na obu turniejach). Łącznie w biało-czerwonych barwach rozegrał 12 oficjalnych spotkań.
Pochowany na cmentarzu Powązki Wojskowe w Warszawie (kwatera HII-2-28).

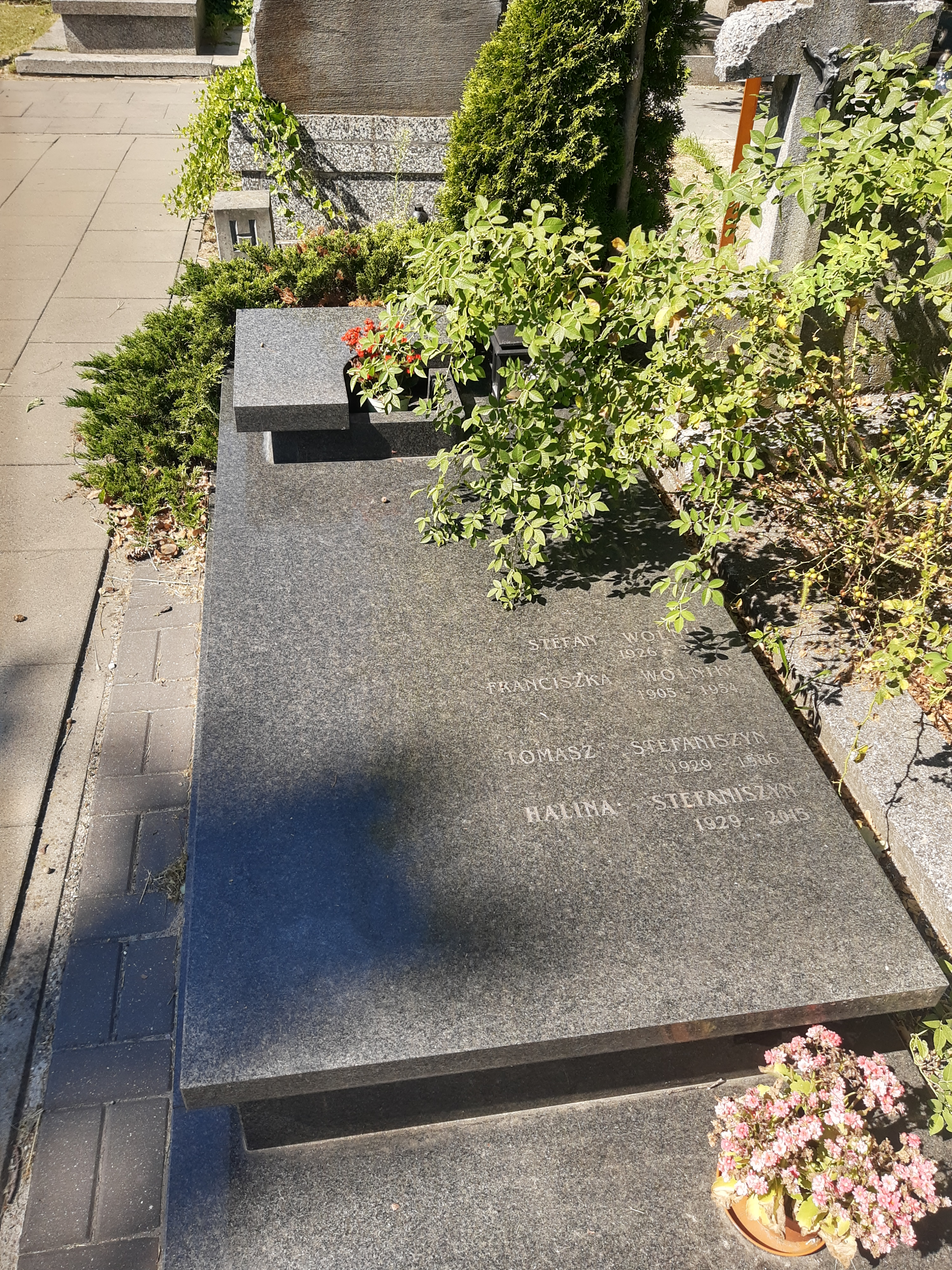
Grób Tomasza Stefaniszyna na Powązkach Wojskowych